# Coelorinchus braueri
Coelorinchus braueri es una especie de pez de la familia Macrouridae en el orden de los Gadiformes.

## Morfología
• Los machos pueden llegar alcanzar los 40 cm de longitud total.

## Depredadores
En Sudáfrica es depredado por Merluccius paradoxus .

## Hábitat
Es un pez de aguas profundas que vive entre 400-1200 m de profundidad.

## Distribución geográfica
Se encuentra desde Angola hasta Mozambique.